# فلمینگ راسموسن
فلمینگ راسموسن (متولد ۱ ژانویه ۱۹۵۸) یک مهندس صدا ، تهیه‌کننده موسیقی و مالک و بنیان‌گذار استودیوهای سوییت‌سایلنس در کپنهاگ دانمارک است. او مهندس ارشد صدا در استودیوهای سوییت‌سایلنس است.
راسموسن در طول دوران حرفه‌ای خود با ژانرهای مختلف موسیقی همکاری داشته است، اما بیشتر به خاطر کارش با سبک هوی متال شناخته می‌شود.